# American Geophysical Union

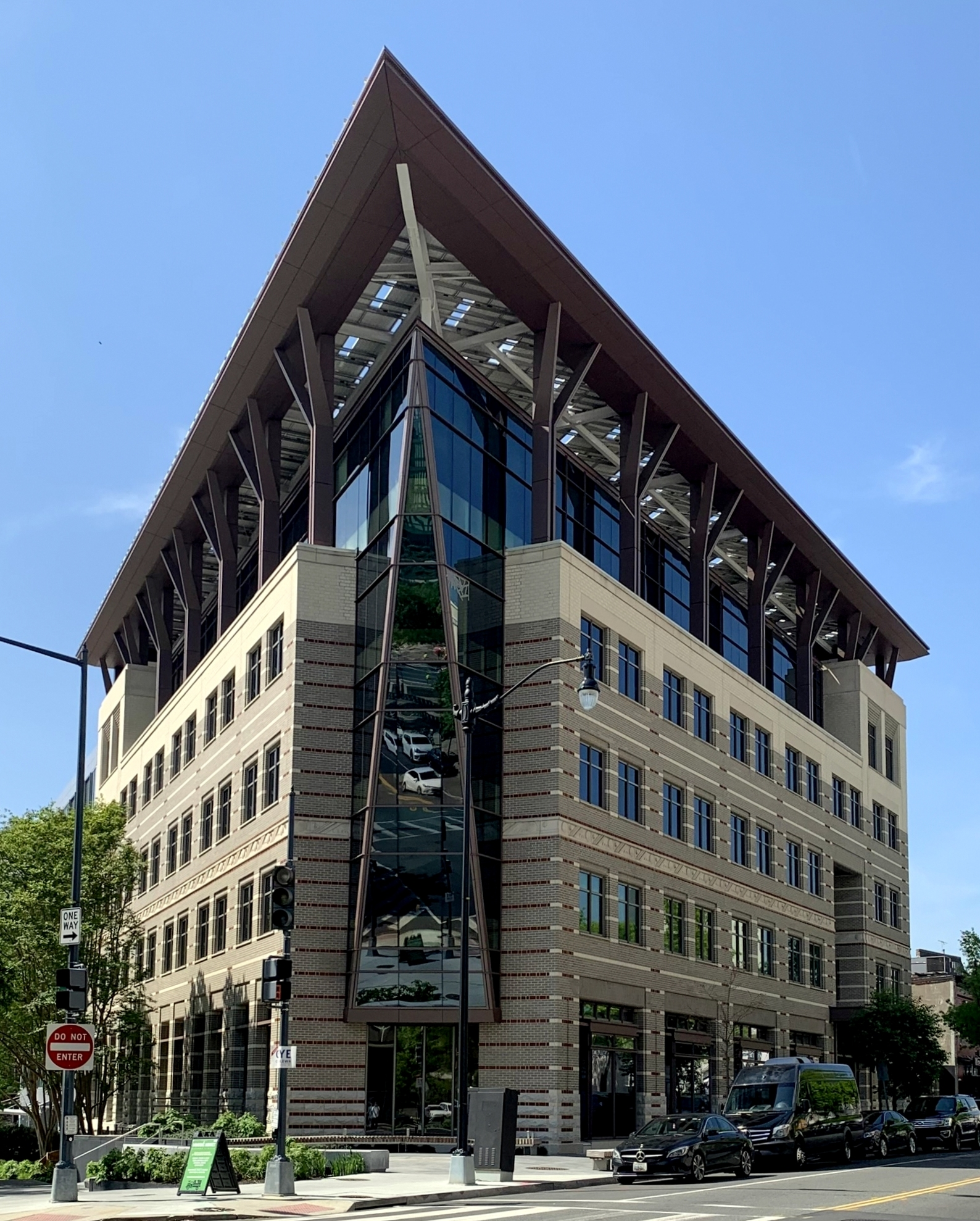
Sitz der American Geophysical Union (2022)

Die American Geophysical Union (deutsch: Amerikanische Geophysikalische Vereinigung) ist eine Non-Profit-Organisation von Geophysikern, bestehend aus 58.000 Mitgliedern in 135 Ländern (2010).
Die Aktivitäten der Vereinigung mit Sitz in Washington, D.C. konzentrieren sich auf die internationale Organisation und Verbreitung wissenschaftlicher Informationen auf dem interdisziplinären Gebiet der Geophysik.
Die Ziele der AGU sind:
- die wissenschaftliche Erforschung der Erde zu fördern und die Ergebnisse zu verbreiten,
- die Zusammenarbeit zwischen wissenschaftlichen Organisationen in der Geophysik und angrenzenden Wissenschaften zu fördern,
- geophysikalische Forschungsprojekte zu initiieren und zu fördern

## Geschichte
Die AGU wurde 1919 durch das National Research Council eingerichtet und agierte für mehr als 50 Jahre als nichtangeschlossene Tochter der National Academy of Sciences. Im Jahre 1972 wurde die AGU im District of Columbia amtlich als AG eingetragen und für Wissenschaftler und Studenten aus aller Welt geöffnet.

## Veröffentlichungen
Die AGU gibt neben verschiedenen wissenschaftlichen Zeitschriften und der Zeitung Eos die folgenden wissenschaftlichen Fachzeitschriften heraus:
- Earth’s Future
- Earth and Space Science
- Geochemistry, Geophysics, Geosystems
- Geophysical Research Letters
- Global Biogeochemical Cycles
- Journal of Advances in Modeling Earth Systems
- Paleoceanography
- Radio Science
- Reviews of Geophysics
- Space Weather
- Space Weather Quarterly
- Tectonics
- Water Resources Research

## Tagungen
Die AGU veranstaltet im Dezember eine jährliche Tagung in San Francisco und eine gemeinsame Versammlung mit anderen Vereinigungen wie der Geochemical Society, der Mineralogical Society of America, der Canadian Geophysical Union und der European Geosciences Union im Frühling. Zusätzlich zu diesen Tagungen, welche alle Gebiete der Geophysik abdecken, veranstaltet die AGU auch viele spezialisiertere Tagungen die speziell auf die Bedürfnisse verschiedener Unterdisziplinen zugeschnitten sein sollen.

## Position zum Klimawandel
Im Dezember 2003 hat die AGU ein Positionspapier zum Klimawandel veröffentlicht. Die Aussage dessen ist:

“Human activities are increasingly altering Earth’s climate, and that natural influences alone cannot explain the rapid increase in surface temperatures observed during the second half of the 20th century.”

„Menschliche Handlungen verändern zunehmend das Klima der Erde, und dass natürliche Einflüsse allein den in der zweiten Hälfte des 20. Jahrhunderts beobachteten schnellen Anstieg der Oberflächentemperatur nicht erklären können“

Das Papier wurde von Marvin Geller, John Christy und Ellen Druffel entworfen.

## Preise und Ehrungen
Die AGU vergibt zahlreiche Preise, so etwa die William Bowie Medal, die James B. Macelwane Medal, die Roger Revelle Medal, die Waldo E. Smith Medal, die Walter H. Bucher Medal, der Fred Whipple Award and Lecture, der Norman L. Bowen Award, die John Adam Fleming Medal, die Inge Lehmann Medal oder den Climate Communication Prize.